# Jorge Luiz Waechter
Jorge Luiz Waechter (1953 ) es un botánico, y profesor brasileño.

## Biografía
En 1976, obtiene la licenciatura en Ciencias Biológicas por la Universidad Federal de Río Grande do Sul, en 1981, M.Sc. en ingeniería por la Universidad Federal de Río Grande do Sul; y en 1992, el Ph.D en ecología y recursos naturales por la Universidad Federal de São Carlos. En la actualidad es Profesor Asociado de la Universidad Federal de Río Grande do Sul tiene experiencia en botánica, con énfasis en Ecología y plantas epífitas Taxonomía, que actúa sobre los siguientes temas :. Sur de Brasil, Ecología de Comunidades, fitogeografía y epífitas vasculares.

## Algunas publicaciones
- greta aline Dettke, jorge luiz Waechter. 2014. Estudo taxonômico das ervas-de-passarinho da Região sul do Brasil: I. Loranthaceae e Santalaceae Archivado el 8 de febrero de 2015 en Wayback Machine.. Rodriguésia 65(4): 1-15

- -----------------------, -------------------------. 2014. Estudo taxonômico das ervas-de-passarinho da Região Sul do Brasil: II. Viscaceae (Phoradendron). Rodriguésia 65(4): a1- a15

- g.e. Ferreira, jorge l. Waechter, a. Chautems. 2014. Sinningia ramboi (Gesneriaceae), a New Species From South Brazil. Systematic Bot. 39: 975-979

- cesar neubert Gonçalves, jorge l. Waechter. 2001. Influência do tamanho e da distribuição de figueiras isoladas em padrões espaciais de epífetos vasculares na planície costeira do Rio Grande do Sul. Congresso de Ecologia do Brasil : Porto Alegre). Ambiente x Sociedade : Resumos. Porto Alegre : UFRGS

- c. Giongo, jorge l. Waechter. 2004. Composição florística e estrutura comunitária de epífitos vasculares em uma floresta de galeria na Depressão Central do Rio Grande do Sul. Rev. Brasileira de Botânica 27(3): 563-572

- cesar neubert Gonçalves, jorge l. Waechter. 2003. Aspectos florísticos e ecológicos de epífitos vasculares sobre figueiras isoladas no norte da planície costeira do Rio Grande do Sul. Acta Botânica Brasílica 17(1): 89-100

- -------------------------------, -----------------------. 2002. Epífitos vasculares sobre espécies de Ficus organensis isolados no norte da planície costeira do Rio Grande do Sul: padrões de abundância e distribuição. Acta Botânica Brasílica 16(4): 429-442

### Capítulos de libros
- jorge luiz Waechter. 2013. Diversidade de epífitos vasculares na Bacia do Rio Tramandaí. En: Dilton de Castro; Ricardo Silva Pereira Mello (orgs.) Atlas Ambiental da Bacia Hidrográfica do Rio Tramandaí 1ª ed. Porto Alegre, pp. 110-115

## Honores
- Miembro de la "Sociedade Botânica do Brasil"

### Revisor de periódicos
- 2007 - 2007	Acta Botanica Brasilica
- 2007 - 2007	Biotemas (UFSC)
- 2007 - 2007	Acta Amazónica (0044-5967)
- 2007 - 2007	Ciência e Natura
- 2007 - 2007	Pesquisas. Botânica
- 2008 - 2008	Revista Brasileira de Botânica
- 2007 - 2007	Iheringia. Serie Botánica
- 2007 - 2007	Rodriguesia
- 2007 - 2007	Floresta e Ambiente
- 2008 - 2008	Revista Brasileira de Biociências
- 2009 - 2009	Floresta (UFPR. impreso)
- 2009 - 2009	Biodiversity & Conservation
- La abreviatura «Waechter» se emplea para indicar a Jorge Luiz Waechter como autoridad en la descripción y clasificación científica de los vegetales.[3]